# Парей-ле-Фрезиль
Паре́й-ле-Фрези́ль (фр. Paray-le-Frésil) — коммуна во Франции, находится в регионе Овернь. Департамент коммуны — Алье. Входит в состав кантона Шевань. Округ коммуны — Мулен.
Код INSEE коммуны — 03203.

## Население
Население коммуны на 2008 год составляло 430 человек.
| 1962 | 1968 | 1975 | 1982 | 1990 | 1999 | 2008 |
| ---- | ---- | ---- | ---- | ---- | ---- | ---- |
| 493  | 573  | 522  | 547  | 469  | 417  | 430  |

## Экономика
В 2007 году среди 282 человек в трудоспособном возрасте (15—64 лет) 195 были экономически активными, 87 — неактивными (показатель активности — 69,1 %, в 1999 году было 71,4 %). Из 195 активных работали 176 человек (98 мужчин и 78 женщин), безработных было 19 (8 мужчин и 11 женщин). Среди 87 неактивных 17 человек были учениками или студентами, 31 — пенсионерами, 39 были неактивными по другим причинам.